# Lingua tewe
La lingua tewe (nome nativo chitewe) è una lingua bantu dell'Africa meridionale.
Il tewe appartiene al sottogruppo delle lingue shona delle lingue bantu; ha affinità con altre importanti lingue dell'area come lo shona, lo ndau e il manyika (del quale viene a volte considerato un dialetto).
Secondo dati del 2000, il tewe viene parlato da circa 250.000 persone stanziate in Mozambico (province di Manica e Sofala);